# Robel Bernárdez
Robel Bernárdez Martínez (né le 8 juin 1972 à Santa Fe au Honduras) est un footballeur international hondurien, qui évoluait au poste de milieu de terrain.

## Biographie

### Carrière en sélection
Avec l'équipe du Honduras, il joue 30 matchs (pour aucun but inscrit) entre 1996 et 2002. Il figure notamment dans le groupe des sélectionnés lors de la Gold Cup de 1998.
Il participe également à la Copa América de 2001, où le Honduras se classe troisième.
Il joue enfin 5 matchs comptant pour les tours préliminaires des coupes du monde 1998 et 2002.

## Palmarès
- Champion du Honduras en 1999 (A), 2000 (C) et 2001 (A) avec le CD Motagua